# Francesco Carofiglio
Francesco Carofiglio (Bari, 4 luglio 1964) è uno scrittore, architetto, artista attore e regista italiano.

## Biografia
Nato a Bari, è figlio di Nicola, ingegnere, e della scrittrice Enza Buono. Fratello dell'ex magistrato e scrittore Gianrico Carofiglio.

## Carriera
Laureato in Architettura all'Università degli Studi di Firenze, durante gli anni di studio lavora come attore e illustratore. In quegli anni collabora con Giorgio Albertazzi, Ugo Chiti, Gabriele Ferzetti, Torao Suzuki ed Egisto Marcucci. Come architetto lavora a importanti progetti urbanistici (piano di recupero della Città Vecchia a Bari) e si occupa di spazi museali, pinacoteche, installazioni d’arte, per lo spettacolo e la performance. Scrive opere per il teatro, sceneggiature per il cinema e la televisione.
Nel 2005 pubblica il suo primo romanzo, With or Without you (BUR-Rizzoli), seguito nel 2007 da Cacciatori nelle tenebre (Rizzoli), un graphic novel scritto insieme al fratello Gianrico. Il successivo L’estate del cane nero (Marsilio 2008) – un romanzo di formazione ambientato nell’Italia del Sud – dopo numerose ristampe, occupa i primi posti della classifica italiana dei tascabili per oltre dieci settimane. Nel 2009, per Marsilio, scrive Ritorno nella valle degli angeli (premio Stresa 2010). Con lo stesso editore nel 2011 il romanzo Radiopirata . Per Rizzoli pubblica nel 2014 La casa nel Bosco, in collaborazione col fratello Gianrico. Dal 2013 comincia la sua collaborazione con la casa editrice Piemme, per la quale pubblica Wok nel 2013, Voglio vivere una volta sola nel 2014, Una specie di felicità nel 2016, Il Maestro nel 2017, L'Estate dell'incanto nel 2019 (Premio Selezione Bancarella 2020), e la raccolta di poesie e disegni, Poesie del tempo stretto, Le nostre vitenel 2020 . Per i tipi de Il Battello a vapore pubblica nel 2018 e 2020 i due romanzi per ragazzi Jonas e il Mondo Nero e Jonas e il Predatore degli Incubi. Per Feltrinelli nella serie Cattivi pubblica nel 2022 e 2023 i due romanzi per ragazzi Mister H e Lady M. Nel maggio 2024 è in uscita per Garzanti il romanzo La bella stagione.
Francesco Carofiglio inizia a fare l’attore a sedici anni, esordendo come protagonista di una fiaba di Alberto Manzi, presso una compagnia pugliese di TeatroRagazzi. Prosegue dopo la scuola e contemporaneamente agli studi universitari in svariate formazioni italiane, lavorando diversi anni con Giorgio Albertazzi, Ugo Chiti, Teatro Popolare di Roma, Torao Suzuki, Lou Castel, Massimo Venturiello e molti altri. Contemporaneamente matura esperienze di regia e scenografia presso varie compagnie italiane.
È stato docente di tecniche dell’improvvisazione teatrale presso varie formazioni italiane e ha diretto per tre anni la Scuola del Teatro Universitario della Puglia. Tiene seminari e workshop presso diverse istituzioni culturali, italiane ed estere, sui processi creativi nella generazione dell’idea, applicati a discipline differenti: scrittura, messa in scena, rappresentazione degli spazi.
Il suo impegno nel campo dell’illustrazione e dell’arte è partito molto presto. Lavora per diverse case editrici (Laterza, Marsilio, Rizzoli, Einaudi, Feltrinelli) e per giornali e settimanali (La Repubblica, Il Corriere, etc). Contemporaneamente progetta e allestisce mostre personali e installazioni che uniscono opere e performance, tra le tante un allestimento dedicato a Pinocchio presso il Laboratorio Internazionale delle Figure e delle Parole a Collodi, la cui performance multimediale ha circuitato presso diversi teatri italiani e, in ultimo, l’installazione Lettere sospese, progettata in occasione dell’anniversario del settant’anni di Olivetti Lettera 22, allestita presso il Palazzo del Consiglio Regionale della Puglia. Questa installazione è stata inserita nell’Index 2021 dell’ADI, e concorre, come finalista, al Compasso d’Oro 2021. Nel 2022 è ideatore, progettista e direttore artistico di Segni Elementari, mostra internazionale per la celebrazione dei 25 anni di Alberobello sito Unesco. 
Il lavoro sull’immagine si è esteso anche ad altri campi della rappresentazione: fotografia, video, video arte. Per il cinema e la televisione ha scritto soggetti e sceneggiature, tra queste Il passato è una terra straniera, prodotto da Fandango, interpretato da Elio Germano e Michele Riondino sotto la regia di Daniele Vicari e vincitore del "Gran premio della Giuria" come miglior film al Festival di Miami.
Nel 2024 sono in preparazione due grandi progetti che uniscono arti visive, architettura e arti della rappresentazione.

## Romanzi
- With or without you, Rizzoli, 2005
- L'estate del cane nero, Marsilio, 2008
- Ritorno nella valle degli angeli, Marsilio, 2009
- Radiopirata, Marsilio, 2011
- Wok, Piemme 2013
- La casa nel bosco, con Gianrico Carofiglio, Rizzoli, 2014
- Voglio vivere una volta sola, Piemme, 2014
- Una specie di felicità, Piemme, 2016
- Il Maestro, Piemme, 2017
- Jonas e il Mondo Nero, Laterza, 2018
- L'estate dell'incanto, Piemme, 2019
- Jonas e il predatore degli incubi, Il Battello a Vapore, 2020
- Le Nostre Vite, Piemme, 2021
- Cattivi. Mister H., Feltrinelli, 2022
- Cattivi. Lady M., Feltrinelli, 2023
- La stagione bella, Garzanti, 2024

## Cortometraggi e Booktrailer
- Killer, 1997
- Pesto, 1998
- Radiopirata, 2011
- Wok, 2013
- il bordo vertiginoso delle cose, 2014
- La Regola dell'equilibrio, 2015
- Una specie di felicità, 2016
- Il Maestro, 2017
- Jonas e il Mondo Nero, 2018
- L'estate dell'incanto,  2019
- Jonas e il predatore degli incubi, 2020
- Just a dream, 2021

## Graphic novel e illustrati
- Cacciatori nelle tenebre, con Gianrico Carofiglio, Rizzoli, 2007
- Cacciatori nelle tenebre, con Gianrico Carofiglio, Einaudi, 2023
- Wok, l'antilope bianca, Piemme, 2023